# Revolution Fest GDL
El Revolution Fest GDL también conocido como Corona Revolution Fest GDL fue un festival oriundo de Guadalajara creado en el 2011 por Ceime y Live Talent, una empresa de entretenimiento con base en la capital de Jalisco. es un evento concebido para el desarrollo de la cultura y la expresión, fomentando así la tolerancia y la sana convivencia entre todos los asistentes. Además, está idealizado para servir como una plataforma de lanzamiento y difusión para talentos emergentes. Cabe mencionar que, Live Talent, también es organizador de festivales como el Hell & Heaven en la Ciudad de México y Northside en Monterrey.
A lo largo de sus ediciones ha contado con múltiples actos nacionales e internacionales como Tokyo Ska Paradise Orchestra, Maldita Vecindad, Panteón Rococó, Sepultura, Aterciopelados, Soulfly, Easy Star All-Stars, Avicii, Ska-P, The Presets, Cultura Profética, Breakbot, P.O.D., Cuca, Calle 13, Molotov, Suicidal Tendencies, American Authors, Todos Tus Muertos, Cartel de Santa, Zoé, Die Antwoord, Galantis, Richie Hawtin, Natalia Lafourcade y Oh Wonder por mencionar algunos.
Cuenta con siete ediciones ininterrumpidas y se ha logrado posicionar como un evento tradicional en la Ciudad de las Rosas, ya que es uno de los festivales más antiguos en el occidente de México. Ha contado con dos locaciones, Calle 2 una explanada multifuncional propiedad de la Universidad de Guadalajara ubicada en Zapopan, y el Club Hípico Alamitos en Tlaquepaque, ambas dentro de la ZMG. A partir de la edición de 2017 es organizado por Live Talent en conjunto con Ocesa.

## Historia
La primera edición se realizó el sábado 9 de abril de 2011 en Calle 2, una explanada multifuncional ubicada en Zapopan, en las inmediacines del Anillo Periférico Manuel Gómez Morín y la Avenida José Parres Arias. En esta primera edición los headliners fueron Tokyo Ska Paradise Orchestra, Maldita Vecindad, Panteón Rococó, Sepultura y Aterciopelados, acompañados por más de una treintena de bandas tapatías, mexicanas y extranjeras.
Edición tras edición, el festival crece en calidad y número de bandas, convirtiéndose así en uno de los festivales favorito de los tapatíos.

## Revolution Fest 2011
El festival arrancó el sábado 9 de abril cerca del mediodía, iniciando oficialmente con las actividades que se tenían preparadas. Contó con tres escenarios, el Principal, Escenario 2 y Carpa Alternativa. Los boletos tuvieron un costo de $180.00 en preeventa y $250.00 el día del evento, a través de Ticketmaster. 
En esta edición el evento tuvo como principal patrocinador a la Cerveza Estrella, además de Telecable y estaciones de radio propias de la ciudad como Máxima y Exa FM.

### Alineación
- Tokyo Ska Paradise Orchestra
- Maldita Vecindad
- Panteón Rococó
- Sepultura
- Aterciopelados
- Alika
- Antidoping
- Grand Mama
- Resorte
- Disidente
- Skorcho
- Thermo
- Descartes A Kant
- Los Afro Brothers
- No Tiene La Vaca
- La Parranda Magna
- La Celestina
- La Mugrosa Ska
- Cirko Kandela
- Here Comes The Kraken
- No Te Va Gustar
- Hardware
- La Chachalaka
- Thell Barrio
- Yo Monstruo
- León Tribal
- Mal Sekreto
- With No Mercy
- Los Cargas
- Inadapta2
- Nada Bueno
- Senda de Honor
- Thantra
- Sr. Bikini
- Mia Zapata
- Lebecs

## Revolution Fest 2012
La segunda edición del festival se confirmó para el sábado 17 de marzo en el Foro Alterno. Contó de nuevo con el patrocinio de la Cerveza Estrella y los boletos se dividieron en Zona General y Zona VIP.

### Alineación
- Soulfly
- Easy Star All-Stars
- Morodo
- Panteón Rococó
- Los Amigos Invisibles
- Destruction
- Lizzy Borden
- Hello Seahorse!
- Def Con Dos
- Cartel de Santa
- Disidente
- Exciter
- Los Malditos Cocodrilos
- La Sonora Dinamita
- Genitallica
- Los Victorios
- Here Comes The Kraken
- Sekta Core!
- Pinhead
- Qbo
- Black Oil
- Descartes A Kant
- Pato Machete
- Yoyo Breakers
- Elis Paprika
- Thermo
- Hardware
- Shokora
- La Tremenda Korte
- Celestina
- Nana Pancha
- El Sagrado
- Thell Barrio
- Ventilader
- Sr. Bikini
- Eddie y Los Grasosos
- Lecumberri
- Intoxxxicated
- Inadapta2
- Royal Club
- A3M
- Natty Congo Crew
- Cirko Kandela
- Machingon
- La Mugrosa Ska
- Tabernario
- Thantra
- Yo Monstruo
- Pressive
- Vibra Positiva
- Las Balas 94
- Kolt Down
- La Mundua
- Los Leopardos
- Cruda Mata
- Los Blue Jays
- Hugo
- With No Mercy
- Los Viejos
- Chesire

## Revolution Fest 2013
Esta edición del Revolution Fest se realizó el viernes 14 y sábado 15 de marzo de nueva cuenta en Calle 2. Se manejaron cuatro zonas diferentes, la Zona General, Zona para menores de edad, Zona Dance Floor y Zona VIP. Los precios rondaron desde los $450.00 hasta los $1,100.00 a través de Ticketmaster.

### Alineación
- Avicii
- Ska-P
- The Original Wailers
- The Presets
- Cultura Profética
- Breakbot
- El Gran Silencio
- Aeroplane
- Víctimas del Doctor Cerebro
- Soziedad Alkoholika
- Antidoping
- Technicolor Fabrics
- Sekta Core!
- María Daniela y su Sonido Lasser
- Bengala
- Flight Facilities
- Nana Pancha
- Circo Kandela
- Los Mcallister
- Golden Ganga
- Iñigo
- Future Feeling
- Natty Congo Crew
- Royal Club
- Motor
- Modularie
- Sequencers
- Guaka
- Kurado
- Damn Disko
- Front Line
- Pink Mamas
- Lecumberri
- Los Grffin
- Supersónicos
- No Moral
- Donatelos
- Dragulas
- Alleine

## Revolution Fest 2014
La cuarta edición de este festival se programó para el sábado 19 de mayo en Calle 2, volviendo al formato de un solo día. El evento fue encabezado por P.O.D. y Cuca. Más de 40 actos y 20,000 asistentes fueron las cifras del evento. Esta edición contó con el patrocinio de la cerveza  Corona, el canal de televisión de paga Telehit, y estaciones de radio locales como RMX y Máxima. Algunas de las bandas presentes en esta edición fueron las siguientes.

### Alineación
- P.O.D.
- Cuca
- Dread Mar-I
- Fear Factory
- Krome Angels
- Dino Psaras
- Shanti Matkin
- Genitallica
- Resorte
- Antidoping
- Ogamixxx
- Pato Machete
- Sekta Core!
- Plastiko
- San Juan Proyect
- Natty Congo Crew
- Nana Pancha
- Skorcho
- Viento Roots
- Caloncho
- Morenito de Fuego
- Los Piratas
- Thantra
- Thell Barrio
- T.D.H
- Reward
- Pressive
- Aurum
- Villavelle
- Alleine
- Lecumberri
- A3M
- Skalon 21

## Revolution Fest 2015
La quinta edición del Revolution Fest se anunció para el sábado 30 de mayo en Calle 2. Cabe mencionar que esta edición fue la última en esta explanada multifuncional, ya que para el año siguiente se cambiaría la sede al sur de la ciudad. En esta edición géneros como el rock en español, rap, reggae, hip-hop y el ska, fueron de los más escuchados.
Después de tres anuncios con diferentes partes del cartel los headliners en esta edición del festival fueron Calle 13, Maldita Vecindad, Molotov y Suicidal Tendencies. Los boletos se vendieron por el sistema Ticketmaster. Contó con tres escenarios por toda la explanada, además de áreas de venta de comida y souvenirs. 

### Alineación
- Calle 13
- Maldita Vecindad
- Molotov
- Suicidal Tendencies
- Kinky
- The Original Wailers
- DLD
- Porter
- Orgy
- Tijuana No!
- Movimiento Original
- A Band of Bitches
- Gomba Jahbari
- Finde
- Troker
- Caloncho
- La Banda Bastön
- Reyno
- Centavrvs
- Rey Pila
- Morenito de Fuego
- Nana Pancha
- Smitten
- No Tiene la Vaca
- Ras Kuko & One Xe Band
- Natty Congo Crew
- La Vida Boheme
- Mcklopedia
- Abominables
- San Juan Project
- Broken Flowers
- Aurum
- Dub Iration
- Sierra León
- A3M
- The Oaths
- Dolphant
- Mal Sekreto
- Kick Polanco
- Curado

## Revolution Fest 2016
Esta edición del Revolution Fest vivió un cambio de locación, ya que se deja la explanada de Calle 2, eligiendo al Club Hípico Alamitos en Tlaquepaque, al sur de la Zona Metropolitana de Guadalajara como nueva sede del evento.  El 5 de mayo, después de revelar a algunos artistas a través de las redes sociales del festival, se dio a conocer el cartel completo para la sexta entrega, encabezada por Cultura Profética, Molotov, American Authors, Cartel de Santa y Todos Tus Muertos.
El evento fue anunciado para el sábado 11 de junio, contando con cuatro escenarios distribuidos por todo el Club Hípico Alamitos, además de las zonas de comida o descanso se añadió la zona RevoKids, un área para niños. Los boletos se comercializaron en Zona General y Zona VIP, a través del sistema Ticketmaster o puntos de venta establecidos. En entrevista con el diario El Informador, los organizadores del evento mencionaron que era momento de que el festival evolucionara, tanto de sede como de algunos géneros, ya que se detectó que con los "sonidos duros" el público en general no veía con muy buenos ojos la mezcla de metal con otro tipo de música, dejando a estos géneros para festivales como el Force Fest en Guadalajara y el Hell & Heaven en la Ciudad de México.
Cabe destacar que en este año Live Talent decide exportar por primera vez el festival a Cholula, en Puebla. Esta edición contó con Caifanes, Los Amigos Invisibles, Dred Mar-I, DLD y El Gran Silencio como headliners y fue programada para el 20 de febrero en la Unidad Deportiva San Pedro.
Algunas de las bandas para la sexta edición fueron las siguientes.

### Alineación
- Cultura Profética
- Molotov
- Cartel de Santa
- American Authors
- Todos Tus Muertos
- Fobia
- Plastilina Mosh
- DLD
- Nortec Collective: Bostiche + Fussible
- Sussie 4
- Ximena Sariñana
- Sharam
- Víctimas del Doctor Cerebro
- Disidente
- Siddhartha
- Vitalic
- Mcklopedia
- Morenito de Fuego
- Tannen
- Apolo
- Thermo
- Clemete Castillo
- Sierra León
- Cobra Kai
- Sage Skylight

## Revolution Fest 2017
El 2017 fue un año fructífero en cuestión de festivales musicales para Guadalajara, ya que en el primer semestre eventos como Cosquín Rock México, Anagrama y Roxy Fest hicieron su primera edición en la ciudad, aumentando así el número de bandas, asistentes y la oferta en el sector. El Revolution Fest no sé quedó atrás y decidió asociarse con la empresa de entretenimiento más importante en América Latina, Ocesa. Para esta edición, Javier Castañeda, director de Live Talent, mencionó que se aumentó el nivel de inversión al cuádruple con respecto a la edición pasada, para tener un cartel más llamativo y una mejor experiencia.
Es así que, para la séptima edición, se decidió anunciar el cartel en dos partes. La primera fue anunciada el 25 de enero a través de las redes sociales del festival, teniendo como headliners a Zoé, Galantis, Richie Hawtin y Maldita Vecindad, además de la fecha programada para el sábado 20 de mayo, teniendo como sede por segundo año al Club Hípico Alamitos. Entre los nombres que también destacaron fueron Cartel de Santa, Natalia Lafourcade y Oh Wonder.
El segundo anuncio se dio el 16 de marzo y contó con una gran sorpresa, la banda sudafricana Die Antwoord, ya que era la primera vez que se presentaba en La Perla de Occidente. Otros actos que también se confirmaron fueron Aterciopelados y Los Victorios. El festival vendió sus entradas por el sistema Ticketmaster, teniendo localidades en Zona General y Zona VIP. Contó nuevamente con zonas para niños, recreativas, de entretenimiento, y de alimentos, destacando un escenario sorpresa que fue anunciado días antes del festival, donde se presentaron artistas como La Gusana Ciega y La Banda Bastön. Esta edición contó con una asistencia aproximada de 22 mil personas de todas las partes del país, pero principalmente de la ciudad sede.

### Alineación
- Zoé
- Die Antwoord
- Galantis
- Richie Hawtin
- Cartel de Santa
- Maldita Vecindad
- Natalia Lafourcade
- Oh Wonder
- Aterciopelados
- Reel Big Fish
- Matador
- Hito
- Gondwana
- Los Victorios
- Azul Violeta
- Costera
- Cámilo Séptimo
- Tessa Ia
- Héctor
- Balcazar
- NSM PSM
- Andy Martin
- Garicoles
- Los Master Plus
- Smitten
- Chingadazo de Kung Fu
- Los Malavibra
- DJ Mikankh
- Alan Munro
- Remmy
- Par Ásito
- Ray Coyote
- José Meyer Ibarra

Nota : fue la última edición del festival de esta edición ya no se volvió a realizar